# B-Juniorinnen-Bundesliga 2014/15
Die Saison 2014/15 der B-Juniorinnen-Bundesliga war die dritte Spielzeit der B-Juniorinnen-Bundesliga. Die Saison begann am 6. September 2014 und endete mit dem letzten Spieltag am 9. Mai 2015. Gespielt wurde in drei Staffeln mit jeweils zehn Mannschaften. Am Saisonende spielten die drei Staffelsieger sowie der Zweite der Staffel Nord/Nordost um die deutsche Meisterschaft. Die zwei letztplatzierten Mannschaften der drei Staffeln stiegen in die untergeordneten Ligen ab. Meister wurde der 1. FFC Turbine Potsdam durch einen 3:1-Finalsieg über Werder Bremen.

## Staffel Nord/Nordost

### Abschlusstabelle
| Pl. | Verein                 | Sp. | S  | U | N  | Tore    | Diff. | Punkte |
| --- | ---------------------- | --- | -- | - | -- | ------- | ----- | ------ |
| 1.  | Werder Bremen          | 18  | 14 | 2 | 2  | 072:170 | +55   | 44     |
| 2.  | 1. FFC Turbine Potsdam | 18  | 14 | 0 | 4  | 070:200 | +50   | 42     |
| 3.  | FF USV Jena            | 18  | 12 | 3 | 3  | 044:130 | +31   | 39     |
| 4.  | VfL Wolfsburg          | 18  | 10 | 1 | 7  | 027:210 | +6    | 31     |
| 5.  | 1. FC Union Berlin     | 18  | 9  | 2 | 7  | 044:270 | +17   | 29     |
| 6.  | Magdeburger FFC        | 18  | 7  | 3 | 8  | 034:260 | +8    | 24     |
| 7.  | SV Meppen              | 18  | 7  | 3 | 8  | 040:360 | +4    | 24     |
| 8.  | Holstein Kiel          | 18  | 5  | 2 | 11 | 023:590 | −36   | 17     |
| 9.  | Hamburger SV (N)       | 18  | 1  | 2 | 15 | 016:680 | −52   | 05     |
| 10. | 1. FC Lübars (N)       | 18  | 1  | 2 | 15 | 013:960 | −83   | 05     |

### Aufstiegsrunde Nord
Aus dem Bereich des Norddeutschen Fußballverbandes hatten nur der VfL Oldesloe aus Schleswig-Holstein und die TSG Ahlten aus Niedersachsen für die Bundesliga gemeldet. Die Mannschaften ermitteln in Hin- und Rückspiel einen Aufsteiger. Das Hinspiel fand am 13., das Rückspiel am 20. Juni 2015 statt.
|            | Gesamt |              | Hinspiel | Rückspiel |
| ---------- | ------ | ------------ | -------- | --------- |
| TSG Ahlten | 5:0    | VfL Oldesloe | 2:0      | 3:0       |

### Aufstiegsrunde Nordost
An der Aufstiegsrunde nahmen der FFV Leipzig aus Sachsen und der 1. FC Neubrandenburg 04 aus Mecklenburg-Vorpommern teil. Berlin, Brandenburg, Sachsen-Anhalt und Thüringen meldeten keine Mannschaften. Die Mannschaften ermittelten in Hin- und Rückspiel einen Aufsteiger. Das Hinspiel fand am 22., das Rückspiel am 30. Mai 2015 statt. Neubrandenburg setzte sich durch und stieg auf.
|                         | Gesamt |             | Hinspiel | Rückspiel |
| ----------------------- | ------ | ----------- | -------- | --------- |
| 1. FC Neubrandenburg 04 | 4:2    | FFV Leipzig | 2:2      | 2:0       |

## Staffel West/Südwest

### Abschlusstabelle
| Pl. | Verein                   | Sp. | S  | U | N  | Tore    | Diff. | Punkte |
| --- | ------------------------ | --- | -- | - | -- | ------- | ----- | ------ |
| 1.  | FSV Gütersloh 2009       | 18  | 16 | 2 | 0  | 082:120 | +70   | 50     |
| 2.  | SGS Essen                | 18  | 7  | 7 | 4  | 060:330 | +27   | 28     |
| 3.  | 1. FC Saarbrücken        | 18  | 8  | 4 | 6  | 026:190 | +7    | 28     |
| 4.  | SC 13 Bad Neuenahr       | 18  | 6  | 8 | 4  | 021:230 | −2    | 26     |
| 5.  | Bayer 04 Leverkusen      | 18  | 7  | 4 | 7  | 031:350 | −4    | 25     |
| 6.  | 1. FC Köln               | 18  | 6  | 6 | 6  | 038:310 | +7    | 24     |
| 7.  | Borussia Mönchengladbach | 18  | 7  | 2 | 9  | 031:420 | −11   | 23     |
| 8.  | VfL Bochum               | 18  | 4  | 5 | 9  | 018:390 | −21   | 17     |
| 9.  | MSV Duisburg (N)         | 18  | 4  | 2 | 12 | 011:440 | −33   | 14     |
| 10. | TuS Issel (N)            | 18  | 3  | 4 | 11 | 015:550 | −40   | 13     |

## Staffel Süd

### Abschlusstabelle
| Pl. | Verein                  | Sp. | S  | U | N  | Tore    | Diff. | Punkte |
| --- | ----------------------- | --- | -- | - | -- | ------- | ----- | ------ |
| 1.  | 1. FFC Frankfurt        | 18  | 12 | 2 | 4  | 034:130 | +21   | 38     |
| 2.  | FC Bayern München (M)   | 18  | 10 | 5 | 3  | 028:120 | +16   | 35     |
| 3.  | TSG 1899 Hoffenheim     | 18  | 10 | 3 | 5  | 033:180 | +15   | 33     |
| 4.  | SC Freiburg             | 18  | 8  | 5 | 5  | 033:230 | +10   | 29     |
| 5.  | SV Alberweiler          | 18  | 9  | 2 | 7  | 032:240 | +8    | 29     |
| 6.  | 1. FC Nürnberg          | 18  | 7  | 4 | 7  | 023:180 | +5    | 25     |
| 7.  | VfL Sindelfingen        | 18  | 7  | 3 | 8  | 023:300 | −7    | 24     |
| 8.  | FFC Wacker München (N)  | 18  | 7  | 1 | 10 | 025:370 | −12   | 22     |
| 9.  | Eintracht Frankfurt (N) | 18  | 3  | 1 | 14 | 014:460 | −32   | 10     |
| 10. | SV Frauenbiburg         | 18  | 1  | 6 | 11 | 011:350 | −24   | 09     |

| (M) | Deutscher Meister der Vorsaison |

### Aufstiegsrunde
An der Aufstiegsrunde nahmen der SV 67 Weinberg aus Bayern, Eintracht Wetzlar aus Hessen und der TSV Crailsheim aus Baden-Württemberg teil. Gespielt wurde am 23. und 30. Mai sowie am 6. Juni.
|                   | Ergebnis |                   |
| ----------------- | -------- | ----------------- |
| SV 67 Weinberg    | 0:0      | TSV Crailsheim    |
| TSV Crailsheim    | 1:3      | Eintracht Wetzlar |
| Eintracht Wetzlar | 0:1      | SV 67 Weinberg    |

| Pl. | Verein            | Sp. | S | U | N | Tore    | Diff. | Punkte |
| --- | ----------------- | --- | - | - | - | ------- | ----- | ------ |
| 1.  | SV 67 Weinberg    | 2   | 1 | 1 | 0 | 001:000 | +1    | 04     |
| 2.  | Eintracht Wetzlar | 2   | 1 | 0 | 1 | 003:200 | +1    | 03     |
| 3.  | TSV Crailsheim    | 2   | 0 | 1 | 1 | 001:300 | −2    | 01     |

## Endrunde um die Deutsche B-Juniorinnen-Meisterschaft 2015
Folgende Mannschaften qualifizierten sich sportlich für die Endrundenspiele:
| - Meister der Staffel Nord/Nordost: Werder Bremen - Vizemeister der Staffel Nord/Nordost: 1. FFC Turbine Potsdam | - Meister der Staffel Süd: 1. FFC Frankfurt - Meister der Staffel West/Südwest: FSV Gütersloh 2009 |

### Halbfinale
Die Hinspiele fanden am 17., die Rückspiele am 24. Mai 2015 statt.
|                        | Gesamt |                    | Hinspiel | Rückspiel |
| ---------------------- | ------ | ------------------ | -------- | --------- |
| 1. FFC Turbine Potsdam | 4:1    | FSV Gütersloh 2009 | 1:1      | 3:0       |
| Werder Bremen          | 5:2    | 1. FFC Frankfurt   | 4:1      | 1:1       |

### Finale
Das Endspiel fand am 30. Mai 2015 in Bremen statt. Spielort war das Weserstadion Platz 11.
|               | Ergebnis |                        |
| ------------- | -------- | ---------------------- |
| Werder Bremen | 1:3      | 1. FFC Turbine Potsdam |